# U-582 (tàu ngầm Đức)
U-582 là một tàu ngầm tấn công  Lớp Type VII thuộc phân lớp Type VIIC được Hải quân Đức Quốc Xã chế tạo trong Chiến tranh Thế giới thứ hai. Nhập biên chế năm 1941, nó đã thực hiện được bốn chuyến tuần tra, đánh chìm được sáu tàu buôn với tổng tải trọng 38.826 GRT cùng một tàu chiến tải trọng 46 tấn. Trong chuyến tuần tra cuối cùng, U-582 bị một thủy phi cơ PBY Catalina của Hải quân Hoa Kỳ đánh chìm về phía Tây Nam Iceland vào ngày 5 tháng 10, 1942.

## Thiết kế và chế tạo

### Thiết kế

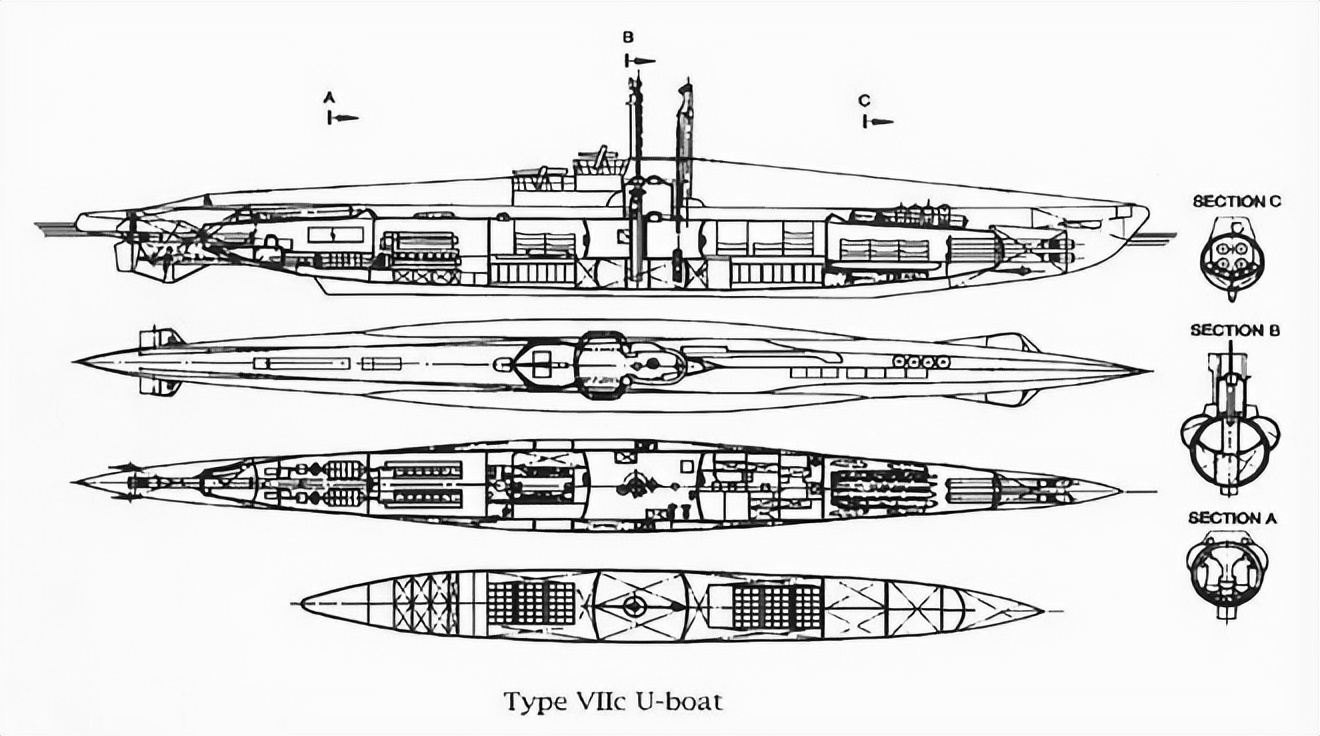
Sơ đồ các mặt cắt một tàu ngầm Type VIIC

Phân lớp VIIC của Tàu ngầm Type VII là một phiên bản VIIB được kéo dài thêm. Chúng có trọng lượng choán nước 769 t (757 tấn Anh) khi nổi và 871 t (857 tấn Anh) khi lặn). Con tàu có chiều dài chung 67,10 m (220 ft 2 in), lớp vỏ trong chịu áp lực dài 50,50 m (165 ft 8 in), mạn tàu rộng 6,20 m (20 ft 4 in), chiều cao 9,60 m (31 ft 6 in) và mớn nước 4,74 m (15 ft 7 in).
Chúng trang bị hai động cơ diesel Germaniawerft F46 siêu tăng áp 6-xy lanh 4 thì, tổng công suất 2.800–3.200 PS (2.100–2.400 kW; 2.800–3.200 bhp), dẫn động hai trục chân vịt đường kính 1,23 m (4,0 ft), cho phép đạt tốc độ tối đa 17,7 kn (32,8 km/h), và tầm hoạt động tối đa 8.500 nmi (15.700 km) khi đi tốc độ đường trường 10 kn (19 km/h). Khi đi ngầm dưới nước, chúng sử dụng hai động cơ/máy phát điện Garbe, Lahmeyer & Co. RP 137/c  tổng công suất 750 PS (550 kW; 740 shp). Tốc độ tối đa khi lặn là 7,6 kn (14,1 km/h), và tầm hoạt động 80 nmi (150 km) ở tốc độ 4 kn (7,4 km/h). Con tàu có khả năng lặn sâu đến 230 m (750 ft).
Vũ khí trang bị có năm ống phóng ngư lôi 53,3 cm (21 in), bao gồm bốn ống trước mũi và một ống phía đuôi, và mang theo tổng cộng 14 quả ngư lôi, hoặc tối đa 22 quả thủy lôi TMA, hoặc 33 quả TMB. Tàu ngầm Type VIIC bố trí một hải pháo 8,8 cm SK C/35 cùng một pháo phòng không 2 cm (0,79 in) trên boong tàu. Thủy thủ đoàn bao gồm 4 sĩ quan và 40-56 thủy thủ.

### Chế tạo
U-582 được đặt hàng vào ngày 8 tháng 1, 1940, và được đặt lườn tại xưởng tàu của hãng Blohm & Voss ở Hamburg vào ngày 25 tháng 9, 1940. Nó được hạ thủy vào ngày 12 tháng 6, 1941, và nhập biên chế cùng Hải quân Đức Quốc Xã vào ngày 7 tháng 8, 1941 dưới quyền chỉ huy của Hạm trưởng, Thiếu tá Hải quân Werner Schulte.

## Lịch sử hoạt động
Sau khi hoàn tất việc huấn luyện trong thành phần Chi hạm đội U-boat 5, U-582 được điều sang Chi hạm đội U-boat 1 từ ngày 1 tháng 1, 1942 để hoạt động trên tuyến đầu cho đến khi bị mất.

### Chuyến tuần tra thứ nhất
Sau khi di chuyển từ cảng Kiel, Đức đến cảng Trondheim vào cuối tháng 12, 1941, U-582 khởi hành từ đây vào ngày 3 tháng 1, 1942 cho chuyến tuần tra đầu tiên trong chiến tranh. Nó đã băng qua khe GI-UK giữa các quần đảo Sheetland và Faroe để vòng qua quần đảo Anh, và hoạt động tại vùng biển Bắc Đại Tây Dương về phía Đông Nam Newfoundland, Canada. Tại đây vào ngày 26 tháng 1, nó đã phóng ngư lôi đánh chìm chiếc tàu chở dầu Anh Refast 5.189 GRT, vốn bị tách rời khỏi Đoàn tàu ON-56, ở vị trí về phía Nam đảo St. Johns. Chiếc U-boat kết thúc chuyến tuần tra và đi đến cảng Brest bên bờ Đại Tây Dương của Pháp đã bị Đức chiếm đóng, đến nơi vào ngày 7 tháng 2. Brest trở thành căn cứ hoạt động chính của chiếc tàu ngầm cho đến khi nó bị mất.

### Chuyến tuần tra thứ hai
Trong chuyến tuần tra tiếp theo, cùng xuất phát và kết thúc tại Brest và kéo dài từ ngày 19 tháng 3 đến ngày 24 tháng 5, U-582 băng qua suốt Đại Tây Dương để hoạt động dọc theo vùng bờ Đông Hoa Kỳ, trong khuôn khổ Chiến dịch Paukenschlag (tiếng Anh: Chiến dịch Drumbeat). Tuy nhiên nó đã không đánh chìm được mục tiêu nào.

### Chuyến tuần tra thứ ba
U-582 thực hiện chuyến tuần tra thứ ba từ ngày 22 tháng 6 đến ngày 11 tháng 8, và đã hướng xuống phía Nam để hoạt động dọc theo bờ biển Tây Phi. Vào ngày 12 tháng 7, nó phóng ngư lôi tấn công chiếc tàu buôn Anh Port Hunter 8.826 GRT ở vị trí khoảng 370 nmi (690 km) về phía Tây Nam quần đảo Madeira. Vốn bị tách rời từ Đoàn tàu OS-33 và đang chuyên chở hàng hóa là đạn dược, Port Hunter nổ tung và đắm cùng với xuồng tuần tra New Zealand HMNZS ML-1090 (46 tấn) được nó vận chuyển trên tàu. Chiếc U-boat tiếp tục đánh chìm chiếc tàu buôn Anh Empire Attendant 7.524 GRT, cùng bị tách rời khỏi Đoàn tàu OS-33, chỉ ba ngày sau đó 15 tháng 7 ở vị trí về phía Tây Nam quần đảo Canaria.
Đến ngày 22 tháng 7, U-582 lại phóng ngư lôi tấn công và đánh chìm chiếc tàu buôn Hoa Kỳ Honolulan 7.493 GRT ở vị trí khoảng 400 nmi (740 km) về phía Tây Nam quần đảo Capo Verde. Năm ngày sau đó, 27 tháng 7, chiếc U-boat phóng hai quả ngư lôi và bắn 161 phát đạn pháo mà không thể đánh chìm chiếc tàu buôn Hoa Kỳ Stella Lykes. Một nhóm thủy thủ đã phải đổ bộ sang chiếc tàu buôn và cài bảy khối chất nổ mới có thể đánh chìm Stella Lykes ở vị trí khoảng 500 nmi (930 km) về phía Nam Fogo, Capo Verde.

### Chuyến tuần tra thứ tư
U-582 khởi hành từ Brest vào ngày 14 tháng 9 cho chuyến tuần tra thứ tư, cũng là chuyến cuối cùng, để hoạt động tại vùng biển giữa Bắc Đại Tây Dương. Nó đã đánh chìm tàu buôn Na Uy Vibran 2.993 GRT ở vị trí khoảng 400 nmi (740 km) về phía Đông Bắc quần đảo Azores vào ngày 23 tháng 9.
Đến ngày 5 tháng 10, nó bị một thủy phi cơ PBY Catalina thuộc Liên đội VP-73 Hải quân Hoa Kỳ thả mìn sâu đánh chìm về phía Tây Nam Iceland, tại tọa độ 58°52′B 21°42′T / 58,867°B 21,7°T. Toàn bộ 46 thành viên thủy thủ đoàn của U-582 đều đã tử trận.
Trước đây có nguồn cho rằng U-582 bị đánh chìm vào ngày 5 tháng 10, bởi một máy bay ném bom Lockheed Hudson thuộc Liên đội 269 Không quân Hoàng gia Anh. Cuộc tấn công này thực ra đã đánh chìm tàu ngầm U-619.

### "Bầy sói" tham gia
U-585 từng tham gia năm bầy sói:
- Zieten (15 – 22 tháng 1, 1942)
- Hai (3 – 21 tháng 7, 1942)
- Blitz (22 – 26 tháng 9, 1942)
- Tiger (26 – 30 tháng 9, 1942)
- Luchs (1 – 5 tháng 10, 1942)

### Tóm tắt chiến công
U-582 đã đánh chìm được sáu tàu buôn với tổng tải trọng 38.826 GRT cùng một tàu chiến tải trọng 46 tấn:
| Ngày             | Tên tàu          | Quốc tịch            | Tải trọng | Số phận      |
| ---------------- | ---------------- | -------------------- | --------- | ------------ |
| 26 tháng 1, 1942 | Refast           | United Kingdom       | 5.189     | Bị đánh chìm |
| 12 tháng 7, 1942 | Port Hunter      | United Kingdom       | 8.826     | Bị đánh chìm |
| 12 tháng 7, 1942 | HMNZS ML-1090    | Hải quân New Zealand | 46        | Bị đánh chìm |
| 15 tháng 7, 1942 | Empire Attendant | United Kingdom       | 7.524     | Bị đánh chìm |
| 22 tháng 7, 1942 | Honolulan        | Hoa Kỳ               | 7.493     | Bị đánh chìm |
| 27 tháng 7, 1942 | Stella Lykes     | Hoa Kỳ               | 6.801     | Bị đánh chìm |
| 23 tháng 9, 1942 | Vibran           | Na Uy                | 2.993     | Bị đánh chìm |